# Nguyễn Thị Bình
Nguyễn Thị Bình (prénom : Thị Bình ; nom de Famille : Nguyễn), née le 26 mai 1927 dans la province de Sa Dec, est une femme politique communiste vietnamienne. Elle a été négociatrice aux accords de paix de Paris de 1973 et la vice-présidente du Vietnam entre 1992 et 2002.

## Origines
Nguyễn Thị Bình est issue d’une lignée de patriotes vietnamiens, dont le grand-père Phan Châu Trinh (1872-1926) a eu droit à des funérailles qui furent suivies par environ 60 000 personnes.
Elle est née en 1927 sous le nom de Nguyễn Châu Sa à Sa Đéc, dans le delta du Mékong.
Chef lieu de la province du même nom, Sa Đéc est située au Sud-Ouest du Viêt Nam, sur l’immense plaine à riz du delta, entre Saïgon et le Cambodge, après Mỹ Tho et avant Châu Đốc-Long Xuyên de la province frontalière de An Giang. Après une enfance passée dans ce delta du Mékong, elle gagne Phnom Penh, au Cambodge.

## Carrière militante et politique
Après des études secondaires au lycée français « Sisowath » à Phnom Penh, elle renonce à passer le baccalauréat pour participer à la résistance contre le pouvoir colonial français. Elle devient institutrice et, en 1945-1951, elle participe à différentes activités nationalistes et à des mouvements de femmes, d’étudiants et d’intellectuels contre l’emprise coloniale, ce qui lui vaut d’être arrêtée et emprisonnée par les Français entre 1951 et 1953. Libérée après les accords de Genève de 1954, elle s'investit dans des mouvements en faveur de la paix et pour l’application de ces accords.
Durant la guerre du Viêt Nam, elle est membre du Comité central du Front national de libération du Sud Viêt Nam (FNL, ou Viêt Cong) et vice-présidente de l’Association des femmes pour la libération du Sud Viêt Nam. Le 10 juin 1969, elle est nommée ministre des Affaires étrangères du gouvernement révolutionnaire provisoire de la République du Sud Viêt Nam, le contre-gouvernement du Front national de libération du Sud Viêt Nam au régime de la République du Viêt Nam.
Elle est considérée comme l'un symbole du rôle des femmes dans la résistance nord-vietnamienne. Elle joue un rôle important dans la libération du Viêt Nam, et est ainsi à la tête de la délégation vietnamienne du Gouvernement révolutionnaire provisoire de la république du Sud Viêt Nam, pour la négociation des accords de paix de Paris en 1973.
Après la chute de Saïgon et la fin de la République du Viêt Nam le 30 avril 1975, elle travaille à ravitailler en vivres la mégapole Saïgon-Chợ Lớn et à réunifier les deux systèmes économiques vietnamiens dévastés par 30 ans de guerre et 20 ans de séparation. Elle devient ministre de l’Éducation du Viêt Nam réunifié. À ce titre, elle effectue notamment en 1985 une visite officielle en France,  à l'invitation du ministre délégué au Développement et à la Coopération, Christian Nucci, et est reçue par Roland Dumas, ministre des Relations extérieures, et par Jean-Pierre Chevènement, à l'époque ministre de l'Éducation nationale.
En 1993, elle est élue vice-présidente de la République socialiste du Viêt Nam, et est considérée comme une femme de premier plan en Asie. Elle est réélue vice-présidente en 1997.
Elle est membre du comité de parrainage du Tribunal Russell sur la Palestine dont les travaux commencent en 2009.

## Filmographie
- Les Accords de Paris, quarante ans plus tard – Mme Nguyễn thị Bình Paris – Việt Nam